# Cinema (semanário)
Cinema : semanário cinematográfico desenvolveu-se no Porto,  entre 1932 e 1934, sob a direção de Alberto Armando Pereira (1902-1997), tendo Eugénio Peres como administrador e editor,  João Santos e Sousa Martins como redatores, e ainda, a colaboração de João Portugal. Propõem trazer para Portugal as últimas novidades do cinema que roda lá fora, tendo a Metro-Goldwyn-Mayer como referência dominante, deixando para segundo plano as evoluções que pouco a pouco se iam manifestando no cinema português.